# Кратеропа афганська
Кратеро́па афганська (Argya huttoni) — вид горобцеподібних птахів родини Leiothrichidae. Мешкає в Азії. Раніше вважався конспецифічним з довгохвостою кратеропою.

## Опис
Афганські кратеропи відрізняються від довгохвостих кратероп більшим розмірами тіла і дзьоба, смугастішою верхньою частиною тіла, блідішим і сірішим забарвленням та вокалізацією.

## Підвиди
Виділяють два підвиди:
- A. h. salvadorii (de Filippi, 1865) — східний Ірак і західний Іран;
- A. h. huttoni (Blyth, 1847) — східний Іран, південний Афганістан і Пакистан.

## Поширення і екологія
Афганські кратеропи поширені в Афганістані, Пакистані, Ірані та Іраці. Вони живуть в напівпустелях, сухих чагарникових заростях, на скелях і на полях. Зустрічаються в зграях.